# Mannersdorf am Leithagebirge

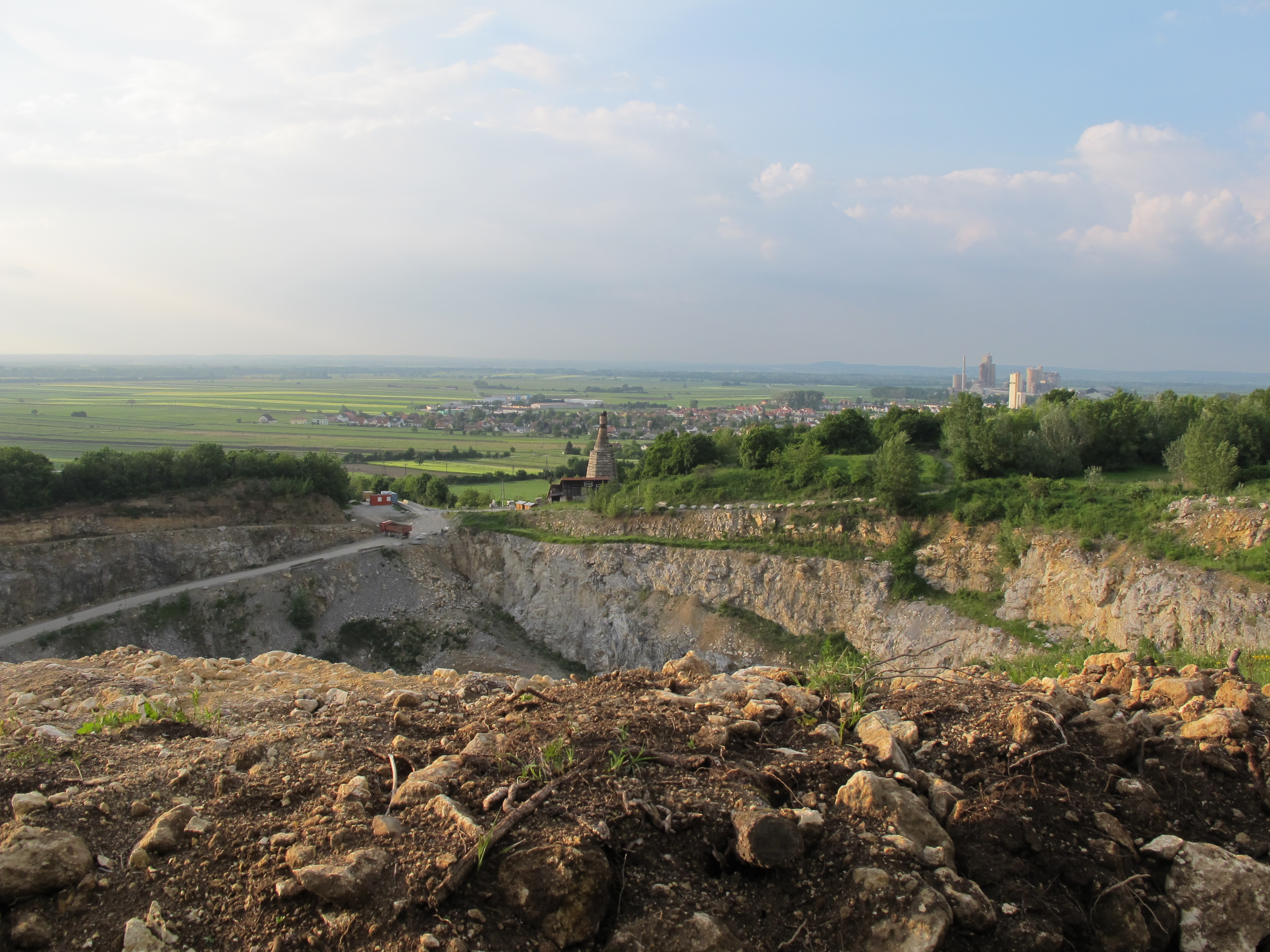

Mannersdorf am Leithagebirge là một đô thị ở nước Áo. Đô thị này có diện tích 29,8 km², dân số năm 2001 là 3731 người. Đô thị này thuộc huyện Bruck an der Leitha trong bang Niederösterreich. 